# Набизаде, Забит Гюльхан оглы
Набизаде Забит Гюльхан оглы (азерб. Zabit Nəbizadə; род. 1 мая 1965, Шихзахырлы, Шемахинский район) — азербайджанский ханенде. Народный артист Азербайджана (2011).

## Биография
Забит Набизаде родился в 1965 году в деревне Шыхзахырлы Шемахинского района. С 1991 по 1995 год получил образование в Азербайджанском Государственном музыкальном техникуме и. А. Зейналлы в школе сольного исполнения (вокал). С 1996 по 2000 год продолжил обучение в Азербайджанском государственном университет культуры и искусств на факультете «режиссура театрального коллектива» .
С 2000 года является преподавателем Бакинской музыкальной академии. С 2003 года также преподает в мугам-отделении Азербайджанской Национальной Консерватории.
В качестве исполнителя и педагога Забит Набизаде многократно представлял Азербайджан в различных странах во время гастрольных туров. 
В 2005 году удостоен звания «Заслуженный артист Азербайджана». В 2011 году присвоено звание «Народный артист Азербайджана» . В 2019 году также был удостоен президентской премии.

## Награды и звания
- Народный артист Азербайджана (2011)[1].
- Заслуженный артист Азербайджана (2005)[2].